# Dipsy Doodle
Dipsy Doodle is een stalen achtbaan in het Amerikaanse attractiepark Joyland Amusement Park te Texas. De achtbaan is gemaakt door Carl Miler. Tot 2009 heette deze achtbaan Little Coaster, maar in 2009 is de naam veranderd in Dipsy Doodle nadat de achtbaan onder andere was geschilderd.